# Villa Ural

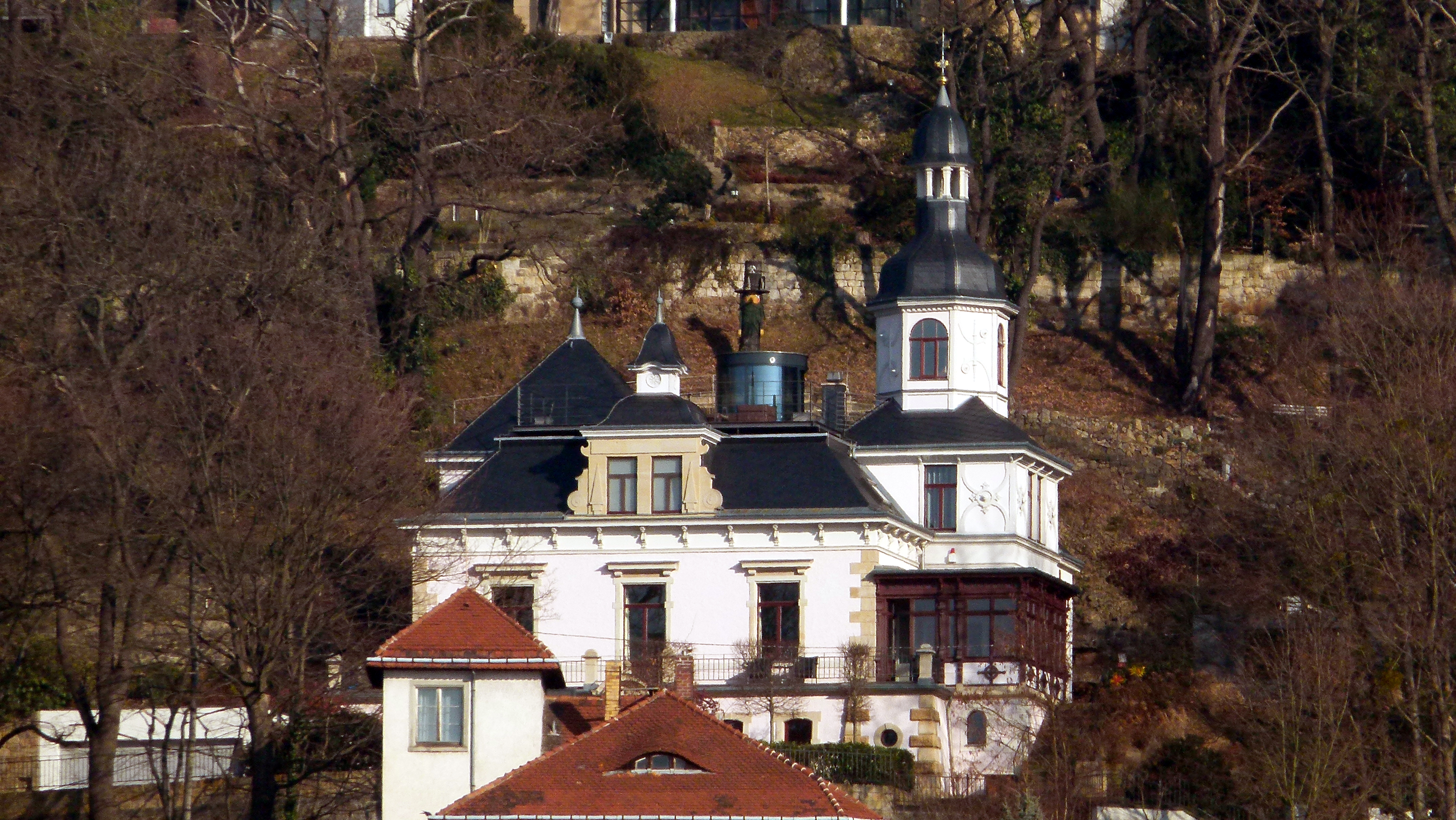
Die zweite Villa Ural in Loschwitz, 2. Steinweg 1

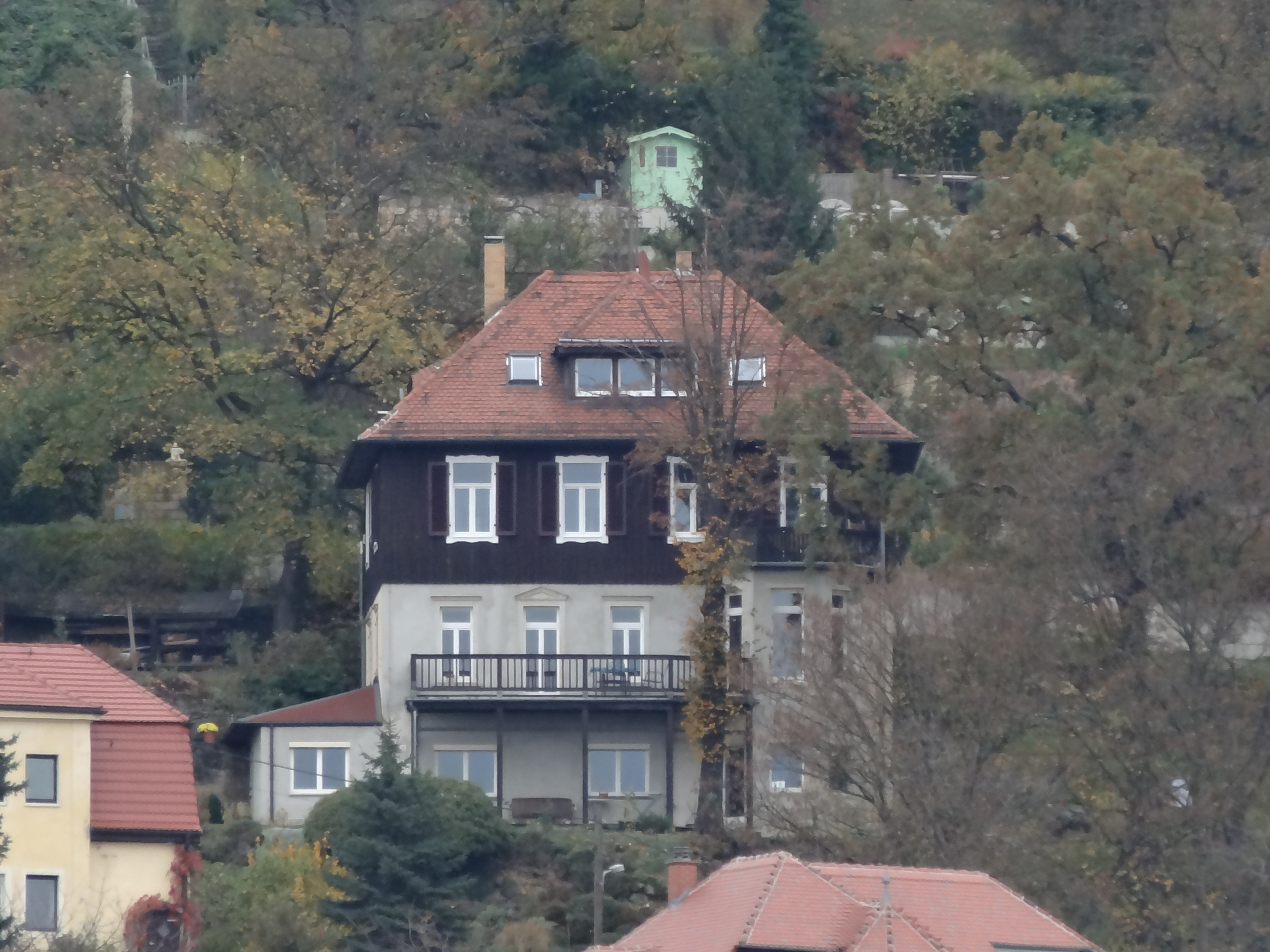
Villa Lindenhof, ursprünglich die erste Villa Ural in Loschwitz, 1. Steinweg 2

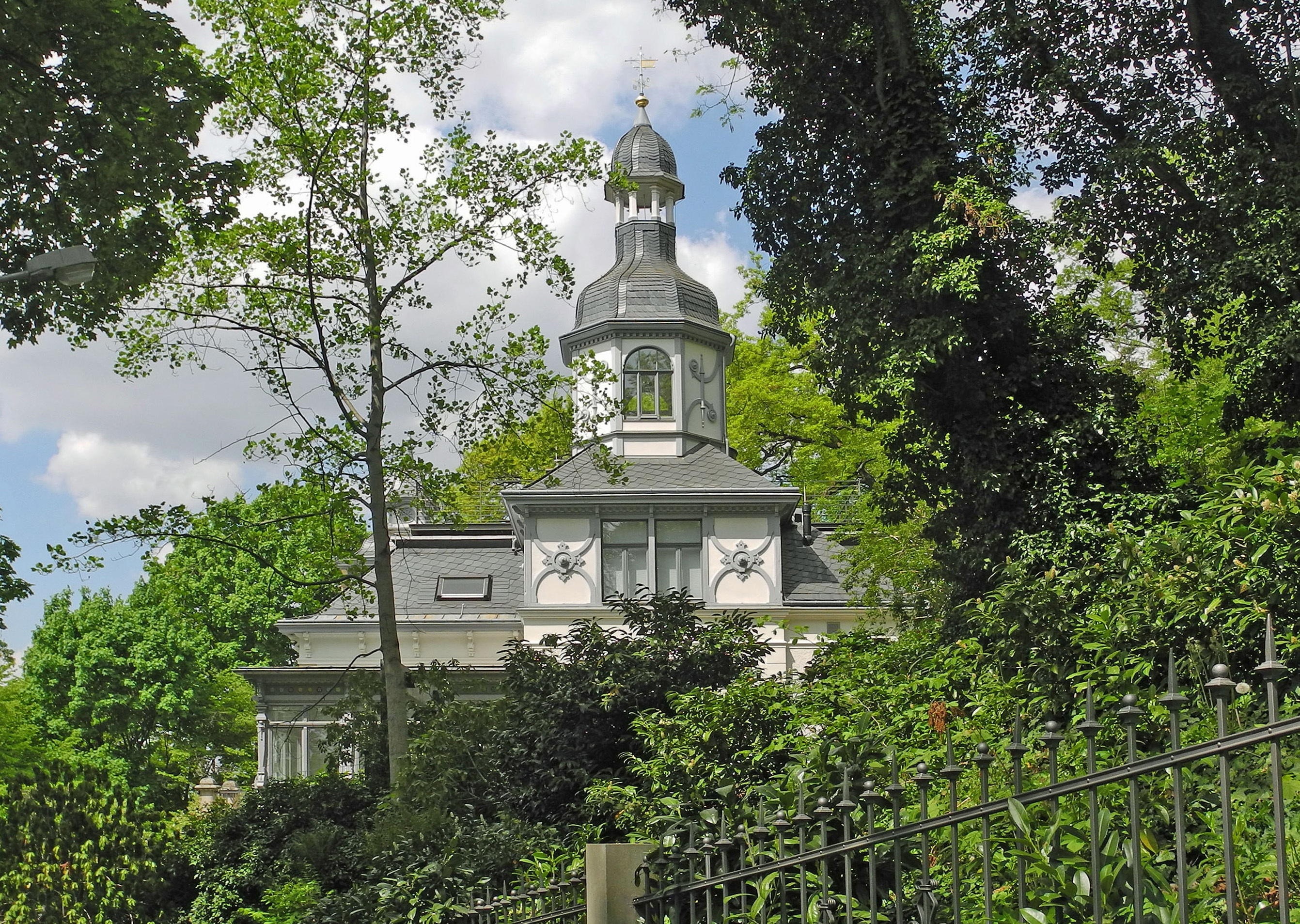
Die Villa Ural im Jahr 2022

Die Villa Ural (auch Villa Ronnthaler) ist eine Villa in Dresden, 2. Steinweg 1 im Stadtteil Loschwitz, die unter Denkmalschutz (ID-Nr. 09211482) steht.

## Geschichte
Der Erbauer der Villa Ernst Ludwig Ronnthaler (* 7. Oktober 1841 in Großschirma; † 31. Juli 1910 in Dresden) lernte von der Pike auf das Bergmannshandwerk. Er war zunächst Grubenbursche, dann  Knappe und erwarb schließlich durch Weiterbildung an der Freiberger Sonntagsschule die erforderlichen Fähigkeiten als Bergingenieur. Im Jahr 1863 ging er nach  Russland und kam dort durch den Erwerb von Gold- und Platin-Minen sowie den Handel mit Edelmetallen zu Vermögen. Im Jahr 1882 kehrte er nach Deutschland zurück und erwarb 1883 in Loschwitz ein Grundstück zwischen dem 1. und 2. Steinweg. Dort ließ er sich seine erste „Villa Ural“, die heutige Villa „Lindenhof“ am 1. Steinweg 2, erbauen. Mit dem Namen Ural wollte er an sein erfolgreiches Wirken in Russland erinnern. Im Jahr 1885 heiratete er Anna Kayser (1861–1934) standesamtlich in Loschwitz und kirchlich in der Dresdner Frauenkirche. Das Ehepaar hatte vier Töchter, die zwischen 1887 und 1894 geboren wurden: Elsa, Dora, Olga und Anna. Nach dem Tod der ersten Tochter ließ er eine Familiengruft auf dem Loschwitzer Friedhof anlegen. Er hatte dann die Idee, sein Grundstück zu teilen und eine neue Villa Ural mit größerem Garten am 2. Steinweg zu errichten. Im Herbst 1888 konnte diese zweite „Villa Ural“ bezogen werden.
Nach Erkrankung und Kuren, u. a. auch im Lahmann-Sanatorium Dresden, arbeitete er ehrenamtlich im Ortsverein Loschwitz sowie im Verein zur Errichtung des Schiller-Körner-Denkmals. Ernst Ludwig Ronnthaler verstarb am 31. Juli 1910. Seine Ehefrau Anna Ronnthaler erbte Grundstück und Villa. Nach ihrem Tode im Jahre 1934 bewohnten die Töchter Dora und Olga die Villa bis zu ihrem Tode. Der Ehemann der Konzertsängerin Dora Ronnthaler-Hagspihl (1890–1984), der Rechtsanwalt Dr. jur. Heinrich Hagspihl (1881–1969), verwaltete das Anwesen. Auch deren Schwester, die Konzertsängerin Olga Kapitzky (1892–1960) wohnte bis zu ihrem Tode mit ihrem Ehemann Johannes Kapitzky (1889–1951) hier in der Villa Ural. Danach wurde Grundstück und Villa treuhänderisch von der Stadt Dresden verwaltet. Bei Sanierungsarbeiten wurden im Turmknauf wertvolle Dokumente der Familie gefunden und gesichert.
Nach 1990 wurde das Grundstück verkauft. Durch den neuen Eigentümer erfolgte eine denkmalpflegerische Sanierung der Villa und der Gartenanlage.
Der Dresdner Musikkritiker und Publizist Gottfried Schmiedel (1920–1987) hat von 1962 bis 1987 in der Villa Ural gewohnt und gearbeitet. Eine Tafel des Ortsvereins Loschwitz-Wachwitz erinnert am Eingang zur Villa an ihn. Nach einem Musikstudium am Dresdner Musik-Konservatorium und der kriegsbedingten Unterbrechung ließ er sich als Schulmusiker ausbilden. Nach dem  Zweiten Weltkrieg war er zunächst als Musiklehrer an der Dresdner Kreuzschule und danach an der „Akademie für Musik und Theater“ (ab 1952 Hochschule für Musik Carl Maria von Weber Dresden) tätig. Ab 1956 wirkte er freischaffend und war Musikkritiker beim „Sächsischen Tageblatt“. In den 1970er Jahren veröffentlichte er Bücher über den Dresdner Kreuzchor, über Peter Schreier und Benjamin Britten sowie über die Beatles. Sein Grab befindet sich auf dem Loschwitzer Friedhof.

## Bau
Die Villa Ural befindet sich zwischen dem 1. und 2. Steinweg am Loschwitzer Elbhang. Vom Elbufer aus ist die Villa am Turm mit achteckiger  Welscher Haube und  Laterne zu erkennen.
Die Villa mit Stützmauern, Einfriedung und wehrhaft anmutendem Unterbau  ist ein markantes Gebäude des Historismus mit Turmaufbau und markanter Veranda. Laut Denkmaltext stellt sie ein Paradebeispiel einer Stilvilla aus dem späten 19. Jahrhundert dar. Das Anwesen ist baugeschichtlich, stadtentwicklungsgeschichtlich und künstlerisch bedeutend.